# Paszkál (ellenpápa)
Paszkál (? – 692) lépett fel 9.-ként ellenpápaként a történelemben. Valójában egy másik ellenpápával szemben lett ellenpápa. Hivataláról nem volt hajlandó lemondani, még akkor sem, amikor hivatalosan Szergiuszt választották meg a pápai trónra.
Konon pápa rövid uralkodása után a pápaválasztó zsinat előtt két lehetséges jelölt is jelentkezett. Az egyik Paszkál volt, aki archidiakónusként formált jogot Szent Péter trónjára. Jelölésének egyik fő oka volt, hogy a két pártra szakadt választók (a klérus és a római sereg) közül a milíciának már volt egy jelöltje. Ez a jelölt Theodórosz volt, akit a hadsereg már V. János pápa halála után is egyházfőként akart látni. Végül azonban megegyeztek a klérussal, és így Theodórosz mellől átpártoltak Kononhoz. 

Paszkál, hogy bebiztosítsa magának a pápai hivatalt, Ravennába utazott, hogy az exarcha engedélyét megszerezze. Paszkál 100 fontnyi aranyat fizetett a megerősítésért. Az exarcha pedig római híveinek megparancsolta, hogy támogassák Paszkált. Időközben ellenfele, Theodórosz megneszelte a veszélyt, és híveivel megszállta a Laterán belső épületeit. Amikor Paszkál Rómába érkezett, támogatóival már csak a Laterán külső termeit tudta elfoglalni. A torzsalkodás itt folytatódott, de az érdemi vita a zsinaton zajlott. A két tábor látva Paszkál és Theodórosz versengését úgy döntött, hogy egy harmadik ember mellett dönt. 687. december 15-én Szergiuszt választották meg a keresztény egyház élére. 
Az újonnan kinevezett pápa a római nép segítségével kiűzte a Lateránból a két viaskodó ellenpápát, és megkezdte pontifikátusát. Theodórosz elismerte Szergiuszt pápának, és visszavonult, azonban Paszkál nem volt hajlandó belenyugodni vereségébe. Ezért újra felkereste az exarchát, és újabb 100 font aranyat ígért neki, ha segít elfoglalni a pápai trónt. A császár helytartója azonban tiszteletben tartotta a római zsinat döntését, és nem segített Paszkálnak. (Az igaz, hogy Szergiusszal megfizettette a 100 fontnyi aranyat.) 

A sértődött diakónus az elutasítás ellenére sem adta fel a küzdelmet Szergiusz ellen. Minden adandó alkalommal összeesküvést szőtt a pápa ellen, aki hamar megunta Paszkál intrikáit, és megfosztotta diakónusi rangjától, majd egy kolostorba űzte. Itt halt meg 692-ben. Hivatalosan tehát mindössze pár hónapig volt ellenpápa, mégis gyakran datálják pontifikátusát 692-ig.